# Ein Sommer voller Zärtlichkeit
Ein Sommer voller Zärtlichkeit, auch unter dem Videotitel Zu Tode gehetzt bekannt, (Originaltitel: Il sole nella pelle, ital. für Sonne auf der Haut) ist ein italienischer Erotikfilm von Giorgio Stegani aus dem Jahr 1971. Im Film spielt Ornella Muti ein junges Mädchen aus reichem Haus, deren Liebe zu einem Hippie in Leid und Tod mündet. In Deutschland startete der Film am 3. März 1972.

## Handlung
Als sich die 15-jährige Lisa in den 19-jährigen Hippie Robert verliebt, versucht ihr Vater, an ihre Vernunft zu appellieren. Da dies nicht gelingt, untersagt er ihr die Verbindung, womit er jedoch genau das Gegenteil erreicht. 
Die beiden trampen ans Meer und laufen mit einem Boot in der Nähe einer kleinen Insel auf ein Riff. Auf der Insel gestrandet, verbringen Lisa und Robert dort einige Tage. Sie werden von Soldaten und der Polizei gerettet, die der Vater alarmiert hatte. Robert wird verdächtigt, das Mädchen entführt zu haben und in Handschellen abgeführt. Es gelingt ihm jedoch, sich loszureißen und ins Meer zu stürzen, allerdings gerät er dabei in die Schiffsschrauben.

## Rezeption
Der Filmdienst bezeichnete die Handlung als „reichlich kitschig“ und kritisierte die „klischeehaften Charaktere und die Dialoge“, die noch „unter dem Niveau gängiger Kalendersprüche liegen“ würden. An dem Film sei „alles einige Nummern zu groß“, etwa erscheine die „kleine Insel wie ein ganzer Kontinent“ und die „Jagd auf zwei Kinder“ werde „von einer Armada“ bestritten. Lediglich die „Abart von ‚Journalismus‘“ habe „Beispiele in der Wirklichkeit“; zudem wurde die „verschrobene, gekünstelte Erzählweise“ hervorgehoben. Im Fazit heißt es: „Gekünstelt in der Machart, verlogen im Gedanklichen.“